# 박필병
박필병(朴弼秉, 일본식 이름: 松井弼秉마쓰이 히쓰헤이, 松井英治마쓰이 에이지, 1884년 5월 2일 ~ 1949년 9월 14일)은 일제강점기의 기업인으로 조선총독부 중추원 참의도 지냈다. 호는 혜석거사(蕙石居士)이다.

## 생애
경기도 안성군 출신으로 이 지역의 유명한 부호였다. 1920년대부터 1940년대까지 안성 지역 최고의 기업인으로서 안성을 대표하는 기업을 다수 소유하고 있었다. 2006년에 발표된 일제 강점기 토지의 국가관리 개선방안에 대한 한 연구에서 친일파 인물의 토지보유 규모를 1억 3천여 평으로 추산했을 때, 박필병의 토지도 포함되어 있었다.
1920년대에 면협의회원으로 시작하여 1927년 이후 경기도 도회의원을 지내는 등 지역 유지로서 활발한 활동을 펼쳤다. 박필병의 사재를 기증받아 1939년에 개교한 안성농업학교는 이후 안성농업고등학교, 안성농업대학, 안성산업대학을 거쳐 한경대학교로 발전하였다. 일제 강점기 말기에는 조선임전보국단에 가담 하였고, 중추원 참의로도 발탁되었다.
안성농업학교 설립으로 인재 육성에 세운 공로를 인정받아 2003년에 국민훈장 목련장이 추서되었다.
2002년 발표된 친일파 708인 명단과 2008년 공개된 민족문제연구소의 친일인명사전 수록예정자 명단의 중추원 부문에 모두 포함되었으며 2009년 친일반민족행위진상규명위원회가 발표한 친일반민족행위 705인 명단에도 포함되었다.

## 같이 보기
- 조선총독부 중추원
- 조선임전보국단
- 한경대학교